# Rennebu kommun
Rennebu kommun (norska: Rennebu kommune) är en kommun i Trøndelag fylke i mellersta Norge. Kommunens centralort är tätorten Berkåk.

## Administrativ historik
Rennebu kommun upprättades 1839 genom utbrytning ur Meldals kommun. Kommunen hade 2 368 invånare vid upprättandet.
Den 1 januari 1966 överfördes ett bebott område (Innsets socken  med 420 invånare) från den då upplösta Kvikne kommun till Rennebu kommun. Området fördes samtidigt över från Hedmark fylke till Sør-Trøndelag fylke.
Den 1 januari 1970 överfördes ett bebott område (del av fastigheten Garlia med 5 invånare) från Tynsets kommun till Rennebu kommun. Området fördes samtidigt över från Hedmark fylke till Sør-Trøndelag fylke.
Den 1 januari 2018 bytte kommunen både fylke och kommunkod när Sør-Trøndelag fylke blev en del av det då upprättade Trøndelag fylke.

## Kommunvapen
Blasonering: I gull ein svevande omvend raud gaffelkross.
(I fält av guld ett störtat rött svävande gaffelkors.)
Kommunvapnet godkändes genom kunglig resolution den 19 februari 1982. Gaffelkorset återspeglar först och främst den Y-formade Rennebu kyrka, som är Norges äldsta i sitt slag, byggd 1669. Den omvända bokstaven representerar samtidigt också bygdens form i stora drag.

## Tätorter
I Rennebu kommun finns en tätort:
- Berkåk (centralort)

## Socknar
Inom Norska kyrkan är Rennebu kommun indelad i tre socknar:
- Berkåks socken
- Innsets socken
- Rennebu socken

Socknarna ingår i Gauldals prosteri i Nidaros stift.

## Bilder

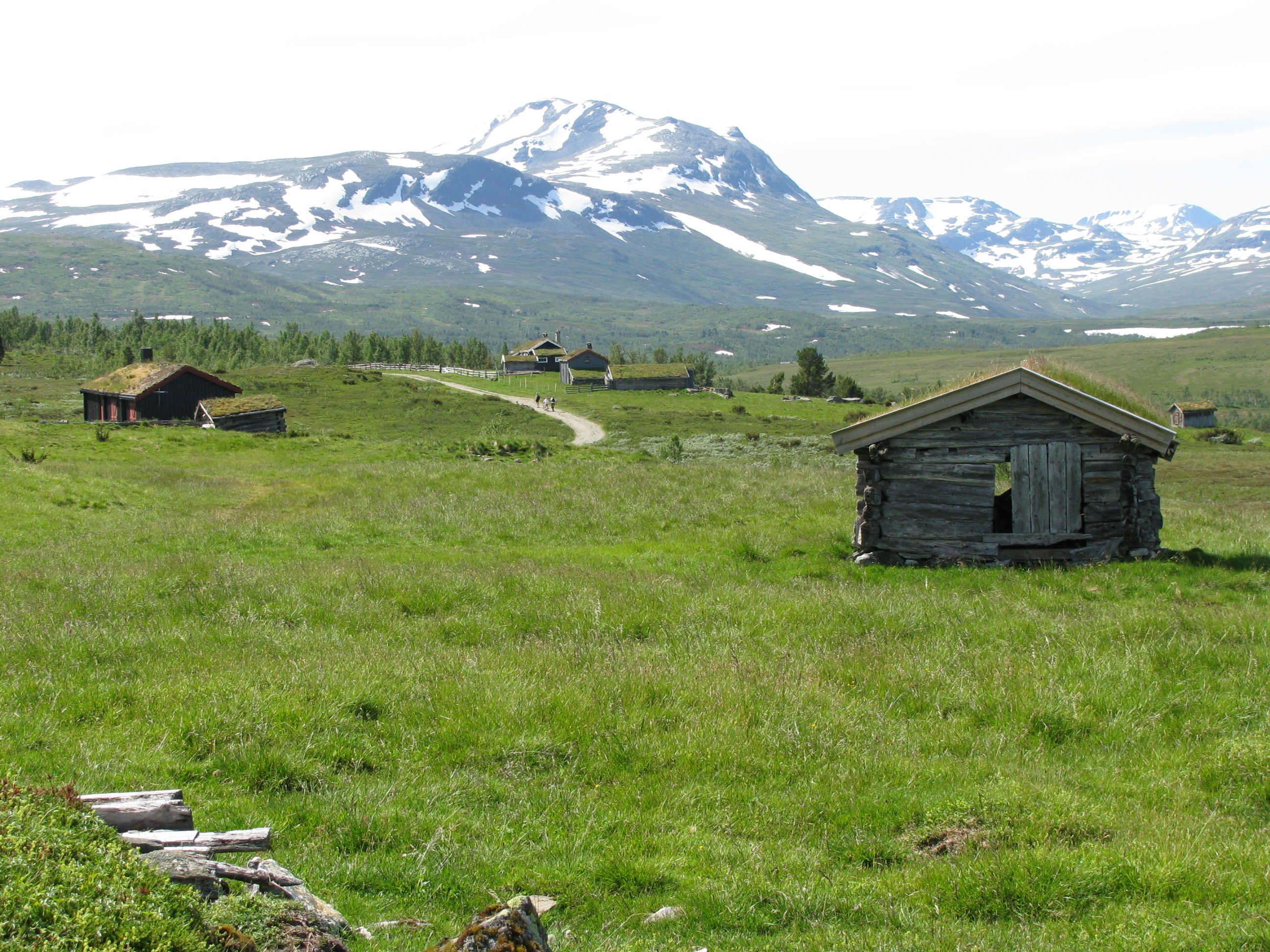
Jøldalen vid Trollheimen.
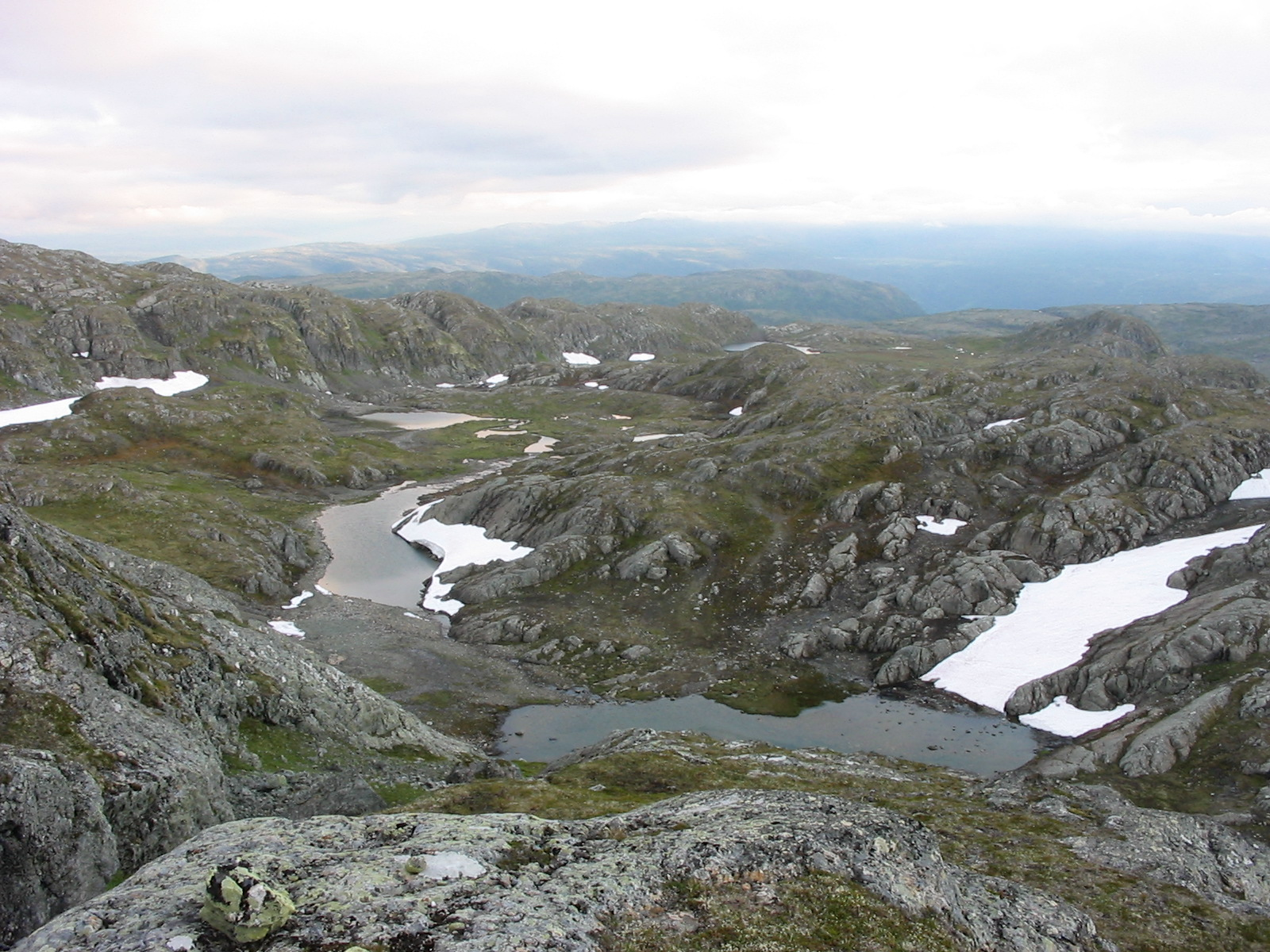
Vy från toppen av Ilfjellet (1218 m ö.h.).
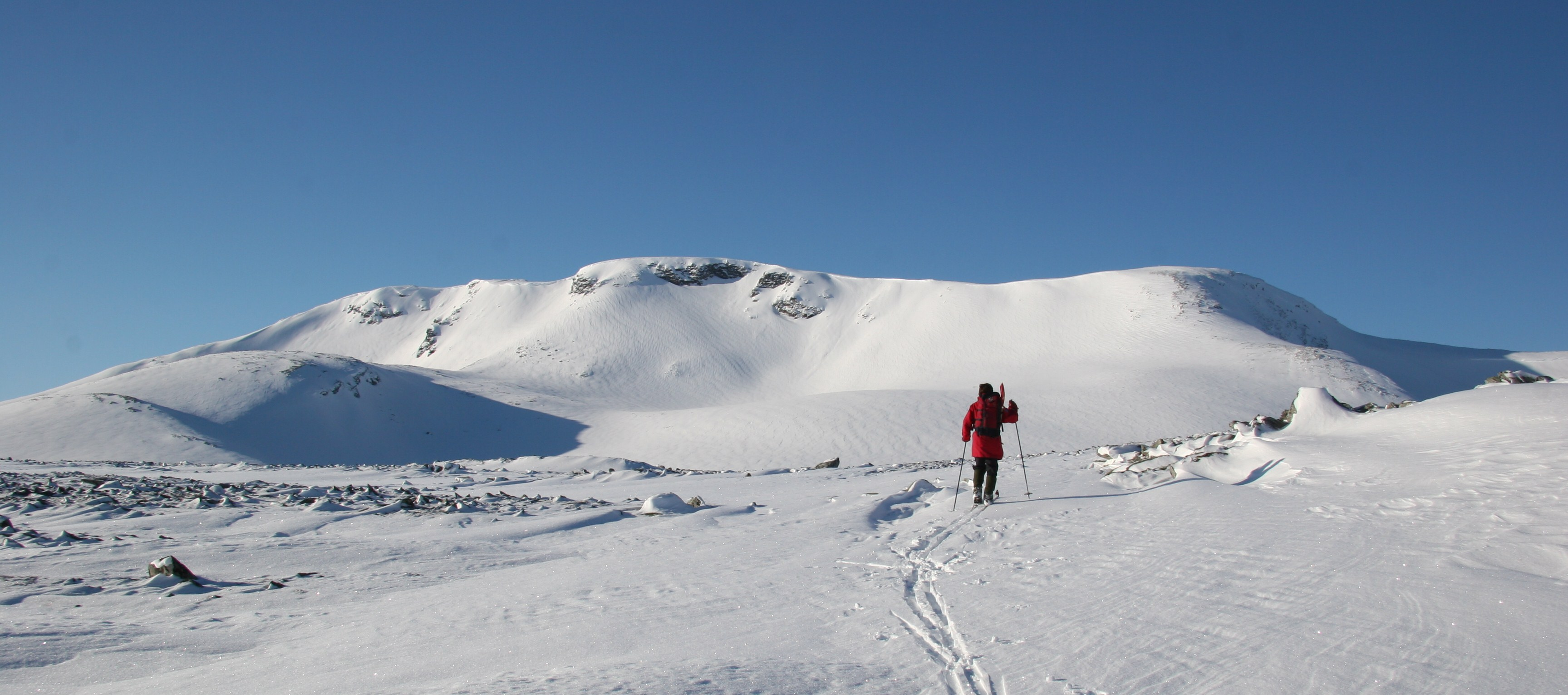
Svarthøtta (1548 m ö.h.).